# Jean-Michel Regnier
Jean-Michel Regnier es un deportista francés que compitió en piragüismo en la modalidad de eslalon. Ganó dos medallas en el Campeonato Mundial de Piragüismo en Eslalon, oro en 1991 y plata en 1997.

## Palmarés internacional
| Campeonato Mundial | Campeonato Mundial   | Campeonato Mundial | Campeonato Mundial |
| Año                | Lugar                | Medalla            | Competición        |
| ------------------ | -------------------- | ------------------ | ------------------ |
| 1991               | Tacen (Yugoslavia)   | Medalla de oro     | K1 por equipos     |
| 1997               | Três Coroas (Brasil) | Medalla de plata   | K1 por equipos     |